# Rechtsmedizin

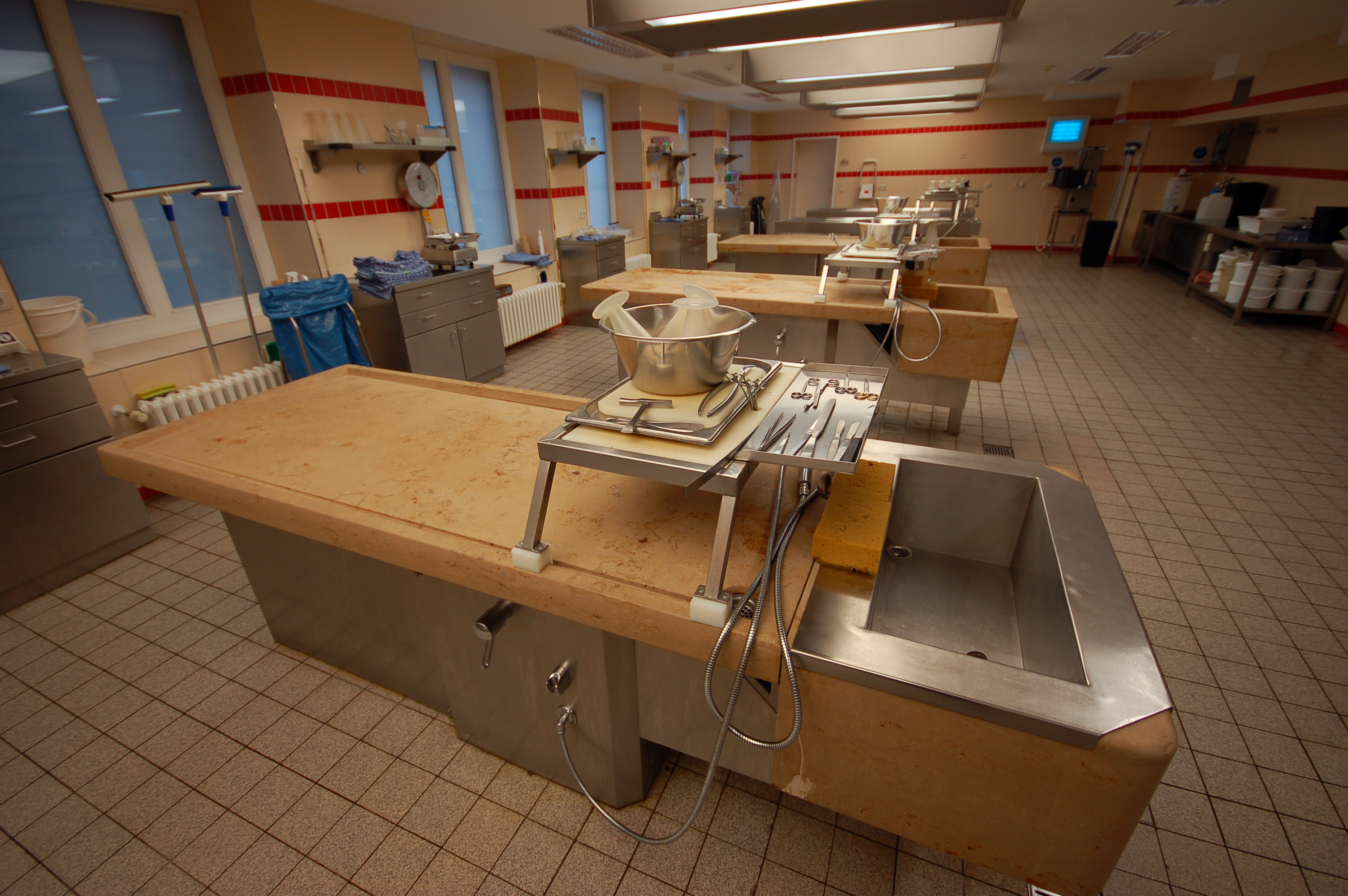
Sektionssaal des Landesinstituts für gerichtliche und soziale Medizin Berlin.

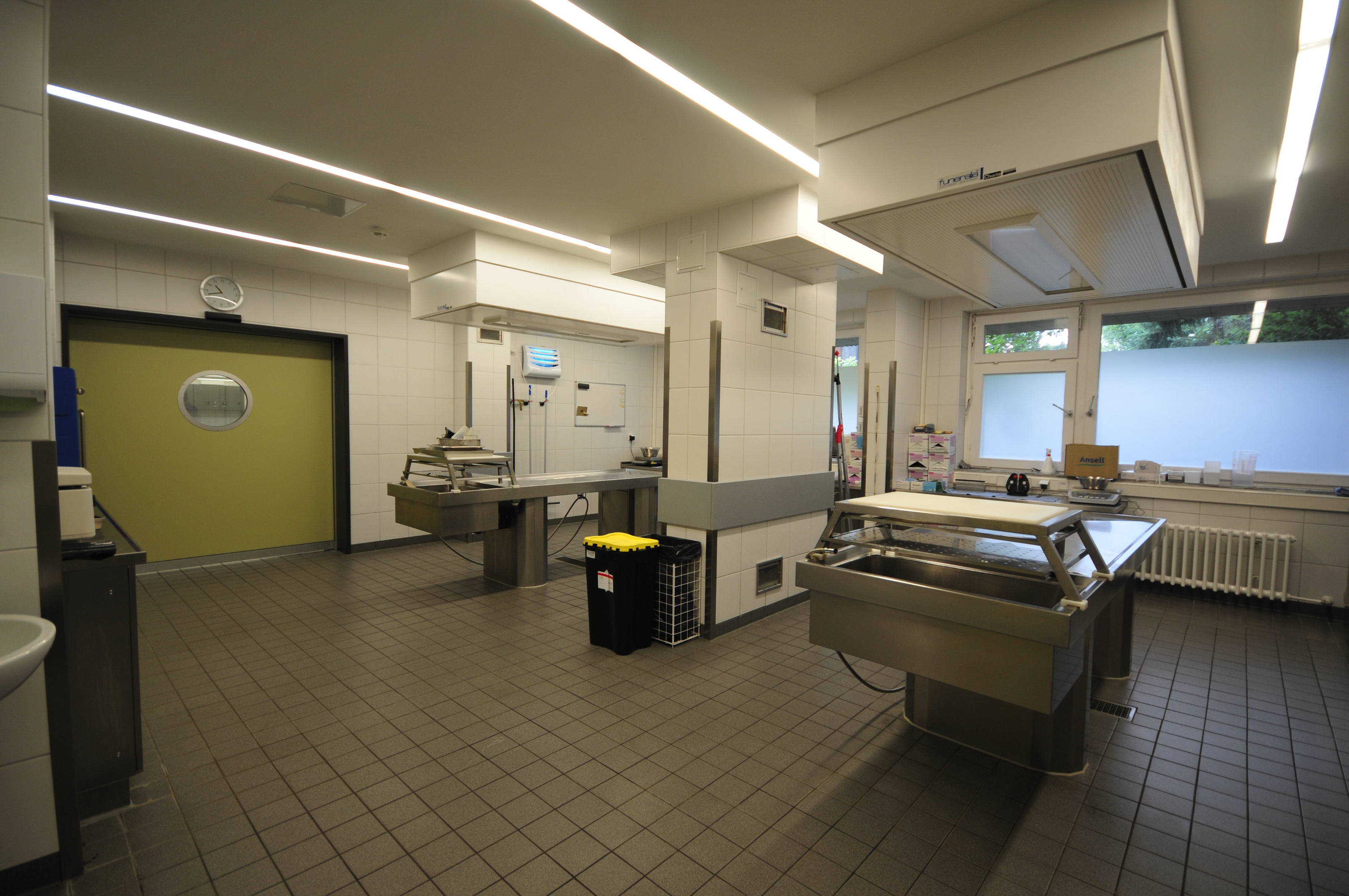
Sektionssaal der Charité Berlin.

Die Rechtsmedizin (Lehnübersetzung von lateinisch medicina forensis), auch Forensische Medizin oder Gerichtsmedizin, früher auch (vor allem in Österreich bis 1969) Gerichtliche Medizin genannt, umfasst die Entwicklung, Anwendung und Beurteilung medizinischer und naturwissenschaftlicher Kenntnisse für die Rechtspflege sowie die Vermittlung arztrechtlicher und ethischer Kenntnisse für die Ärzteschaft. Entstanden ist die als „Dienerin des Rechts“ geltende Rechtsmedizin als eigenständiges Fach in der zweiten Hälfte des 19. Jahrhunderts aus der „Staatsarzneikunde“, nachdem sich von dieser das Fach Hygiene (öffentliche Gesundheitspflege, „Medizinische Polizei“) abgetrennt hatte.
Innerhalb der Forensik zählt die Rechtsmedizin zu den Medizinwissenschaften, der unter anderem folgende Teilbereiche angehören: Pathologie, Biopsie, Obduktion,
Forensische Genetik(DNA-Analyse), Forensische Toxikologie, Traumatologie sowie Forensische Odontologie. Darüber hinaus werden rechtlich relevante Details oftmals in enger Zusammenarbeit mit der Kriminaltechnik (einschließlich Daktyloskopie, Wundballistik, Altersbestimmung, kriminologischer Textiluntersuchung etc.) ermittelt.

## Aufgabenbereiche und Abgrenzungen
Die Aufgaben- und Forschungsbereiche der Rechtsmedizin sind Thanatologie (z. B. Leichenschau bei außergewöhnlichen Todesfällen), forensische Traumatologie, Toxikologie, Drogen-/Alkoholforschung und -diagnostik (Alkohologie), forensische Molekularbiologie (etwa DNA-Analysen bei biologischen Tatortspuren, sowie im Zusammenhang mit Abstammungsgutachten), forensische Sexualmedizin, Verkehrsmedizin und -psychologie, Glaubhaftigkeitsbeurteilungen aus medizinischer und forensischer Sicht, medizinische Begutachtungskunde, Behandlungsfehlergutachten, Abstammungsgutachten, Altersdiagnostik Versicherungsmedizin (etwa Verletzungsgutachten), Fotografie und Neue Medien (Streifenlichttopometrie), Informationstechnologie und -management.
Interdisziplinär gibt es auch in anderen Studiengängen als der Humanmedizin Vorlesungen in Rechtsmedizin, etwa für Zahnmediziner oder Juristen.
Die Gleichsetzung von Rechtsmedizinern mit Pathologen durch Roman- und Drehbuchautoren beruht in der Regel auf einer Fehlübersetzung des englischen Begriffes „forensic pathologist“: Die Pathologie ist eine von der Rechtsmedizin zu unterscheidende Fachrichtung der Medizin. Gerichtlich angeordnete Leichenöffnungen erfolgen nicht durch Pathologen. Pathologen führen zwar auch Obduktionen durch, jedoch nur mit Einverständnis der Angehörigen zur Klärung zum Tode führender Erkrankungen, nicht jedoch, wenn ein nicht-natürlicher Tod, also ein Mord, Suizid oder Unfalltod, vermutet wird. Rechtsmediziner hingegen werden im Auftrag der Staatsanwaltschaft oder eines Gerichtes tätig und Obduktionen bedürfen hier gerade nicht des Einverständnisses der Angehörigen. Die rechtsmedizinische Leichenschau (dies umfasst die äußere Leichenschau und die anschließende Leichenöffnung, auch als innere Leichenschau bezeichnet) dient der Klärung
- der Todesursache,
- der Todesart (natürlich oder nicht natürlich),
- der Identität des Opfers, falls diese nicht geklärt ist,
- des Todeszeitpunktes, was ab einer gewissen Liegezeit nicht mehr genau möglich ist.

Eine solche angeordnete Leichenschau wird nach Vorschriften der Strafprozessordnung (Deutschland) immer zu zweit durchgeführt, davon mindestens ein Rechtsmediziner (Gerichtsarzt) „oder Leiter eines öffentlichen gerichtsmedizinischen oder pathologischen Instituts oder ein von diesem beauftragter Arzt des Instituts mit gerichtsmedizinischen Fachkenntnissen“. In Österreich und in der Schweiz kann die Leichenschau auch durch einen einzelnen Rechtsmediziner durchgeführt werden.
Wird der Rechtsmediziner im Auftrag einer Ermittlungs- oder Gerichtsbehörde tätig, wird ihm in der Regel die Funktion eines Sachverständigen übertragen. In der Schweiz kann der entsprechende Auftrag namentlich auch von einem Organ der Militärjustiz erteilt werden (Art. 85 ff. MStP).
Mithilfe der forensischen DNA-Analyse kann die Identität unbekannter Verstorbener festgestellt werden. Auch eine Zuordnung von Patientenproben bei Verdacht auf Vertauschungen ist möglich.

## Ausbildung
Um in Deutschland als Facharzt für Rechtsmedizin tätig werden zu können, muss nach dem Abschluss eines Medizinstudiums und erteilter Approbation als Arzt eine mindestens 60 Monate umfassende Weiterbildung im Gebiet Rechtsmedizin mit Erfolg absolviert worden sein.

## Internationale Unterschiede
Die genauen Aufgabenbereiche der Rechtsmedizin sind kulturell geprägt, so wird die Rechtsmedizin in manchen Ländern zu den Kriminalwissenschaften gezählt. Außerdem gibt es unterschiedliche Berufseinteilungen, deren Ausbildung sich stark voneinander unterscheidet. So bezeichnet z. B. die, im deutschen Sprachraum nicht verwendete, Berufsbezeichnung Coroner (üblich im Common Law) Verwaltungsbeamte, Kriminalisten oder Juristen und wird vom Aufgabenbereich her gegen Rechtsmediziner abgegrenzt.
Auch die Definition diverser rechtsmedizinisch relevanter Aspekte, wie z. B. des Behandlungsfehlers, gemäß dem jeweiligen Strafrecht
Doch selbst innerhalb einzelner Staatsgebiete herrschen mitunter andere Voraussetzungen. So gibt es in Deutschland z. B. keine einheitliche Gesetzgebung hinsichtlich der ärztlichen Leichenschau, die auf Länderebene vom jeweiligen Bestattungsgesetz festgesetzt wird.

## Länderspezifische Institutionalisierung

### Deutschland
In Deutschland gibt es 40 rechtsmedizinische Institute bzw. Einrichtungen mit 41 Standorten, davon
- 34 universitäre Institute für Rechtsmedizin[8], die dabei Bestandteil des jeweiligen Universitätsklinikums sind. Dabei verfügt die Rechtsmedizin Hannover mit dem Standort Oldenburg als einzige Einrichtung über einen Zweitstandort.
- die sechs außeruniversitären Einrichtungen mit den drei städtischen Instituten für Rechtsmedizin in Bremen, Dortmund und Duisburg sowie das Brandenburgische Landesinstitut für Rechtsmedizin in Potsdam (Zusammenarbeit mit der HMU Potsdam), das Landesinstitut für gerichtliche und soziale Medizin Berlin und das Institut seitens des Zentrums für Luft- und Raumfahrtmedizin der Luftwaffe in Fürstenfeldbruck.

Diese rechtsmedizinischen Institute sind in der Deutschen Gesellschaft für Rechtsmedizin (DGRM) organisiert, die auf ihrer Internetseite u. a. eine Bröschüre anbietet, die einen Überblick über die Arbeit der Rechtsmedizin gibt.
Zunehmend bieten die deutschen rechtsmedizinischen Institute ihr Know-how bei der Versorgung von Opfern im Rahmen einer  Gewaltopferschutzambulanz, einer Opferambulanz, einer Untersuchungsstelle für Opfer häuslicher Gewalt oder einer  Kinderschutzgruppe/Kinderschutzambulanz an. So ist in Niedersachsen die Rechtsmedizin Hannover federführender Teil des Netzwerks „ProBeweis“ und z. B. in  NRW dient das Kompetenzzentrums Kinderschutz im Gesundheitswesen NRW (KKG-NRW) nach dem Gesetz zur Kooperation und Information im Kinderschutz zur landesweiten Koordination entsprechender Angebote.

#### Re-Finanzierung von Betriebskosten
Der größte Teil der Betriebskosten der rechtsmedizinischen Einrichtungen wird über die Erlöse aus den von den Instituten jeweils gestellten Einzelrechnungen finanziert. Dabei sind hierbei hauptsächlich folgende Erlöse grob zu unterscheiden:
- Erlöse aus Erbringung von Leistungen für Staatsanwaltschaften, Gerichte, Jugendämter etc. in der Regel[16] nach dem JVEG  (Justizvergütungs- und -entschädigungsgesetz)
- Erlöse aus Erbringung von Leistungen für Polizeien u. a. für Alkohol- und Betäubungsmittel-Untersuchungen aufgrund von Preisvereinbarungen aus regelmäßigen Ausschreibungsverfahren.
- Erlöse aus Erbringung von Leistungen für Bestattungsinstitute bzw. Privatpersonen ebenfalls nach dem JVEG  bzw. laut hausindividuellen Preislisten wie für die tagesbezogenen Nutzungen von Kühlzellen.
- Erlöse aus Erbringung von Leistungen z. B. für private Abstammungsbegutachtungen nach individuellen Preislisten.[17]
- Erlöse aus erbrachten Leistungen im Rahmen von verfahrensunabhängiger und vertraulicher Spurensicherung für Gewaltopfer, die, soweit ein jeweiliger entsprechender bundeslandspezifischer Vertrag auf Basis des § 27 SGB V sowie § 132k SGB V geschlossen ist, mit den gesetzlichen Krankenkassen abgerechnet werden können. Seit Januar 2024 ist das in Niedersachsen gegeben[18] und seit Februar des Jahres 2025 auch in NRW.[19]

Nicht durch derartige Erlöse gedeckte Betriebskosten im Rahmen eines negativen Saldos sind durch den jeweiligen öffentlichen Träger mittels jährlicher finanzieller Zuschüsse aufzufangen.

#### Finanzierung von Investitionskosten
Bei den rechtsmedizinischen Instituten der deutschen Universitätskliniken erfolgt die Finanzierung der Investitionskosten als Teil der Investitionsfinanzierung der Universitätskliniken, somit vorwiegend durch bereitgestellte Mittel seitens der jeweiligen Bundesländer. Zudem besteht hier insbesondere zusätzlich auch die Möglichkeit von Investitionsfinanzierungen über eine DFG-Finanzierung einzelner Maßnahmen.

### Österreich
In Österreich sind die rechtsmedizinischen Institute organisiert in der österreichischen Gesellschaft für Gerichtliche Medizin (ÖGGM). Sie umfassen mit Stand vom Februar 2025 vier Einrichtungen, d. h. das Zentrum für Gerichtsmedizin in Wien und die Institute für Gerichtliche Medizin in Innsbruck, Graz und Salzburg-Linz.

### Schweiz
In der Schweiz gibt es acht rechtsmedizinische Institute an insgesamt 9 Standorten, das Centre Universitaire Romand hat zwei Standorte, jeweils an der Universitätsklinik Lausanne und Genf (Stand: Februar 2025). Diese Institute sind in der Schweizerischen Gesellschaft für Rechtsmedizin (SGRM) mit Sitz in Zürich zusammengeschlossen.

## Geschichte
In China ist bereits für das 13. Jahrhundert ein fünfbändiges Lehrbuch der Rechtsmedizin nachweisbar. In Europa kann man, auch wenn es im Mittelalter bereits Ansätze einer Gerichtsmedizin gab, erst seit Beginn der Neuzeit von der Entwicklung einer „Gerichtlichen Medizin“ sprechen.:S. 351 f.
Im Jahr 1532 gibt die in Regensburg erlassene „Peinliche Halsgerichtsordnung“ (Constitutio Criminalis Carolina) Karls V. Hinweise auf die Zuziehung von Ärzten bei der Entscheidung medizinischer Fragen in der Rechtsprechung. Von da an dienten Ärzte und Hebammen, etwa bei unnatürlichen Todesfällen, Kindsmord und Vergiftungen, häufiger als Prozessgutachter vor Gericht. Der Zürcher Stadtrat ließ ab dem 16. Jahrhundert verletzte oder getötete Personen regelmäßig durch die Vorsteher der Gesellschaft der Bader und Chirurgen, die „fünf geschworenen Meister“, besichtigen.
Als erstes maßgebliches gerichtsmedizinisches Werk Europas gilt die 1601 entstandene Schrift De relationibus medicorum von Fortunatus Fidelis aus Palermo. Die ersten systematischen Ausarbeitungen zur Rechtsmedizin sind die von 1621 bis 1635 in sieben Bänden erstmals erschienenen Quaestiones medico-legales („Medizinisch-rechtliche Fragen“) des römischen Arztes und päpstlichen Leibarztes Paolo Zacchia (1584–1659), er gilt als Vater der Rechtsmedizin.
Das wohl erste Lehrbuch der Rechtsmedizin in deutscher Sprache stammt von dem Nürnberger Stadtphysicus Johann Nicolaus Pfitzer (1634–1674) und wurde 1668 erstmals veröffentlicht.:S. 351
Der Stadtphysikus Johann Schreyer (1655–1694) konnte im Jahr 1681 mit der Lungenschwimmprobe den Nachweis erbringen, dass es sich in einem Strafprozess gegen eine junge Mutter nicht um eine Kindstötung, sondern eine Totgeburt handelte. Einer der bedeutendsten Chirurgen des 19. Jahrhunderts, Theodor Billroth, bestritt die Berechtigung, dass die gerichtliche Medizin an Universitäten gelehrt werden dürfe. Nach seiner Ansicht handele es sich „um keine Wissenschaft an sich, sondern nur um eine Anwendung anderer, selbstständiger Wissenschaften auf ganz bestimmte unglückliche und schädliche soziale Verhältnisse“.
Der Name „Medicina forensis“ (Gerichtliche Medizin) wurde im 18. Jahrhundert in Leipzig von Johannes Bohn geprägt. An der Medizinischen Fakultät Universität Kiel hielt Gottlieb Heinrich Kannegießer ab 1740 Vorlesungen in „Medicina legalis“ und veröffentlichte das Lehrbuch Institutiones medicinae legalis. In Freiburg im Breisgau wurden mit „Medicina legalis“ (anderswo auch „Medicina forensis“ genannt) seit der Mitte des 18. Jahrhunderts bereits erste rechtsmedizinische Inhalte in Vorlesungen der Medizinischen Fakultäten vermittelt. Als Lehrbuch waren die 1723 herausgegebenen Institutiones medicinae legalis et forensis von Hermann Friedrich Teichmeyer gebräuchlich.:S. 351
An der Universität von Würzburg, wo bereits 1564 im Auftrag des Fürstbischofs Leichenöffnungen zur Feststellung der Todesursache stattfanden, führte Hofrat Johann Kaspar Gutberlet als außerordentlicher Professor für Pathologie und fürstbischöflicher Leibarzt im Juni 1779 spezielle Vorlesungen in forensischer Medizin ein und war somit der erste offizielle Lehrbeauftragte für das Fach Gerichtsmedizin. Im Jahr 1791 kündigte Gutberlet als ordentliche Professor der Gerichtlichen Medizin auch Vorlesungen über „Gerichtliche Arzneywissenschaft“ in deutscher Sprache an.:S, S. 352 Die Gerichtliche Medizin war damals jedoch noch kein Prüfungsfach und die Gründung eines Instituts für Rechtsmedizin erfolgte in Würzburg erst 1926.
Die erste deutschsprachige Rechtsmedizin-Vorlesung („Gerichtliche Arzneywissenschaft nach Gottlieb Ludwig“) hielt der Professor der Gerichtlichen Medizin Franz Anton Stebler (latinisiert auch Franciscus Antonius Ferdinandus Stebler) 1784 in Ingolstadt,:S. 352 wo dieser ab 1735 Ordinarius war.
1804 wurde in an der Medizinischen Fakultät in Wien die erste Lehrkanzel für „Staatsarzneikunde“ oder für „Gerichtliche Medizin und Medizinische Polizei“ und damit der erste Lehrstuhl für das Fachgebiet im deutschsprachigen Raum eingerichtet. 1806 erschien in Dresden die Schrift des Mediziners Friedrich August Röber Von der Sorge des Staats für die Gesundheit seiner Bürger, eines der Werke, die die Staatsarzneikunde begründeten. Um 1814 erhielt Johann Joseph Bernt nach Übernahme der Wiener Lehrkanzel zusätzlich das Fach „Gerichtliche Arzneykunde“. Somit war in Wien die weltweit erste praktische Lehranstalt für Gerichtliche Medizin entstanden.
Am 11. Februar 1833 wurde in Berlin die Praktische Unterrichtsanstalt für die Staatsarzneikunde gegründet (Die Gerichtliche Medizin wurde im 19. Jahrhundert meist als Teilgebiet der „Staatsarzneikunde“, zu der die gesamte öffentliche Gesundheitspflege gehörte, aufgefasst:S. 352). Selbst Rudolf Virchow differenzierte seine Lehre nicht zwischen Pathologie und Rechtsmedizin. Dieser Umstand lebt noch heute in den Medien, die nicht zwischen Pathologen und Rechtsmedizinern unterscheiden.
Im 19. Jahrhundert legten Auguste Ambroise Tardieu, Johann Ludwig Casper und Carl Liman die Fundamente für die moderne Rechtsmedizin als empirisch fundierte Wissenschaft.
Trotz der Bestrebungen des Deutschen Wissenschaftsrats nach dem Zweiten Weltkrieg, die „Gerichtliche Medizin“ in andere medizinische wie Innere Medizin oder Chirurgie zu integrieren, konnte es mithilfe des Westdeutschen Medizinischen Fakultätentags als eigene Disziplin unter dem Namen „Rechtsmedizin“ im Rahmen der ökologischen Fachgruppe erhalten werden.:S. 352

## Rechtsmedizin in Fernsehserien
Amerikanische Fernsehserien haben viel dazu beigetragen, die rechtsmedizinische Ermittlungsarbeit einem breiten Publikum bekannt zu machen, so dass das Format der Kriminalserie im Fernsehen mittlerweile sehr beliebt ist.
Dabei werden immer häufiger rechtsmedizinische Praktiken detailreich geschildert, wobei den gezeigten Darstellungen jedoch in der Regel keine wahren Tatsachen zugrunde liegen, so Rechtsmediziner Michael Tsokos.
Einige prominente Beispiele in chronologischer Reihenfolge:
- Aktenzeichen XY … ungelöst: True-Crime-Fernsehserie, Deutschland ab 1967, ZDF
- Tatort: Krimiserie, Deutschland ab 1970 auf ARD und WDR
- Quincy: Krimiserie, USA 1976–1983 auf NBC, in Deutschland ab 1981 ARD
- Law & Order: Krimiserie, USA 1990–2010 auf NBC, in Deutschland 1992 RTL
- Kommissar Rex: Krimiserie, Erstausstrahlung 1994 auf ORF1
- Medical Detectives – Geheimnisse der Gerichtsmedizin: Krimi-Dokuserie, Erstausstrahlung in Deutschland 1996 auf VOX
- Der letzte Zeuge (alternativer Titel: Gerichtsmediziner Dr. Kolmaar): Fernsehserie, Deutschland 1997–2007, ZDF,
- CSI: Den Tätern auf der Spur: Krimiserie, USA ab 2000 auf CBS, in Deutschland ab 2001 auf VOX
- Crossing Jordan – Pathologin mit Profil: Krimiserie, USA ab 2001 auf NBC, Deutschland ab 2003 auf VOX
- Navy CIS: Krimiserie, USA ab 2003 auf CBS, in Deutschland ab 2005 auf Sat1 und Kabel eins
- Polizeibericht Los Angeles: Krimiserie, USA ab 2003 auf ABC, in Deutschland ab 2007 auf Super RTL
- Bones – Die Knochenjägerin: Krimiserie, USA, ab 2005 auf FOX, in Deutschland ab 2006 auf RTL
- Criminal Minds: Krimiserie, USA, ab 2005 auf CBS, in Deutschland ab 2006 auf ATV
- Dexter: Krimi-, Dramaserie, USA, ab 2006 auf Showtime
- Body of Proof: Krimiserie, USA ab 2011 auf ABC, in Deutschland ab 2011 auf ProSieben (seit 2012 auf kabel eins)
- Forever: Krimiserie, USA ab 2014 auf ABC, in Deutschland ab 2015 auf Sat.1 emotions
- The Coroner, Krimiserie, Erstausstrahlung: GB ab 2015 auf BBC One, in Deutschland ab 2017 auf ZDFneo
- Die Spezialisten – Im Namen der Opfer, Krimiserie, Deutschland ab 2016 auf ZDF
- Obduktion – Echte Fälle mit Tsokos und Liefers, Dokumentation, Deutschland, ab 2021 auf TVNOW